# Sowetskoje (Saratow)
Sowetskoje (russisch Советское; früherer deutscher Name Mariental, Мариенталь) ist eine Siedlung städtischen Typs in der Oblast Saratow (Russland). Mit 3348 Einwohnern (Stand 14. Oktober 2010) ist Sowetskoje nach dem Verwaltungszentrum Stepnoje der zweitgrößte Ort des gleichnamigen Rajons.

## Geografie

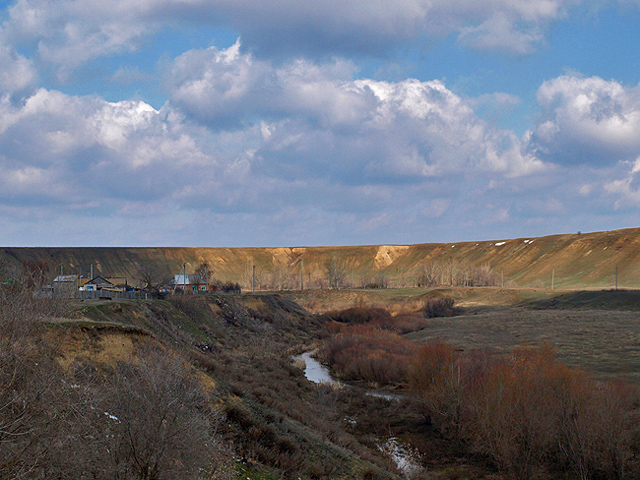
Großer Karaman bei Sowetskoje

Sowetskoje liegt im Nordwesten des Sowetski Rajons am Großen Karaman, der ihre östliche Grenze zeichnet, und ist 60 Kilometer von Saratow entfernt. Die föderale Fernstraße R236 führt 20 Kilometer südlich vorbei. Die nächstgelegene Eisenbahnstation ist im 18 Kilometer entfernten Naliwnaja (ursprünglich nach dem Fluss Nahoi genannt) an der Strecke Engels – Uralsk der Rjasan-Uralsk-Eisenbahnlinie. An der Station hält aber nur ein Nahverkehrszug. Von Saratow aus ist Sowetskoje direkt mit der Buslinie 639 zu erreichen, die vier Mal pro Woche verkehrt.
Bis 1918 gehörte Sowetskoje zum Nowousenski Ujesd der Oblast Samara, deren Hauptstadt Samara etwa 370 Kilometer nordöstlich liegt.
Vom linken Wolgaufer ist Sowetskoje 40 Kilometer entfernt.

## Geschichte

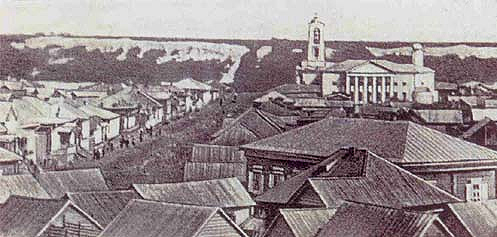
Breite Gasse um 1900, vom Langen Berg gesehen, im Hintergrund die Pfarrkirche und der Kirgißenberg

Sowetskoje wurde am 16. Juni 1766 unter dem Namen Pfannenstiel von deutschen Siedlern gegründet. Die Siedlung war auf einer Wiese am rechten Ufer des Großen Karaman angelegt, wurde aber weniger als ein Jahr später wegen Hochwasser auf die andere Flussseite übertragen. Am Anfang mussten die Siedler in kleinen Erdhütten wohnen und mit wenig Land, Holz und Vieh auskommen. Außerdem wurde das Dorf regelmäßig von nomadischen Kirgisen und Kalmyken angegriffen. Mehr als 200 Siedler gerieten dabei in die Unfreiheit und nur wenige davon wurden aus der Sklaverei befreit. Ende des 18. Jahrhunderts beruhigte sich endgültig die Lage. Unter den deutlich verbesserten Lebensbedingungen fing die Kolonie an sich zu entwickeln. Es wurden 14 Windmühlen, ein Krankenhaus und eine Schule gebaut, die kleine Maria-Himmelfahrt-Kirche wurde durch eine neue größere ersetzt, und die Einwohnerzahl wuchs bis zum Anfang der 1920er Jahre.
Der Geschichte der Kolonie Mariental sind die Aufzeichnungen von Anton Schneider gewidmet, die mit zu den ältesten und wichtigsten Quellen zur Geschichte der Wolgadeutschen gehören. In seinem Buch Mariental XVIII. – XIX. Jahrhundert (Wolgadeutsches Gebiet) sind nicht nur Beschreibungen der Missjahre und des schwierigen Lebens von Kolonisten, sondern auch romantische Verse über das idyllische andere Leben zu finden.
Die ersten deutschen Siedler verließen Mariental im August 1876 in Richtung USA. Nach dem antibolschewistischen Aufstand in den Hungerjahren (allein bei der Niederschlagung des Aufstandes in Mariental im April 1921 gab es über 550 Opfer) und der „deutschen“ Operation 1937–1938 hatte die deutsche Bevölkerung sehr hohe Verluste zu verzeichnen. 1941 wurden die Deutschen auf Befehl des sowjetischen Innenministeriums (NKWD) deportiert.
Nach dem Ende der Sowjetunion 1990 kamen viele der ehemals deportierten Deutschen als Spätaussiedler nach Deutschland. Ehemalige Marientaler treffen sich heute in Osnabrück in Deutschland.

### Bevölkerungsentwicklung
| Jahr | Einwohner |
| ---- | --------- |
| 1772 | 0400      |
| 1816 | 0924      |
| 1834 | 1777      |
| 1857 | 3500      |
| 1897 | 5058      |
| 1920 | 7133      |
| 1926 | 4883      |
| 1939 | 5385      |
| 1959 | 3313      |
| 1970 | 3426      |
| 1979 | 3087      |
| 1989 | 3575      |
| 2002 | 3516      |
| 2010 | 3348      |

Anmerkung: 1897 und ab 1926 Volkszählungsdaten

### Bauwerke und Sehenswürdigkeiten

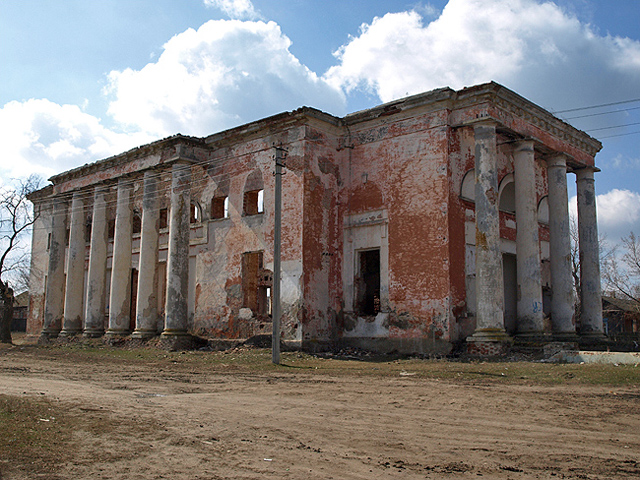
Die Pfarrkirche heute

Trotz ihrer reichen Geschichte ist Sowetskoje schwer von den typischen russischen Dörfern zu unterscheiden. Auch der alte Friedhof ist nicht mehr zu finden. Desto merkwürdiger ist es, dass die Kirche, wenn auch im ruinierten Zustand, immer noch existiert.
Die Pfarrkirche in Mariental wurde 1842 in Kontor-Stil mit einem 32 Meter hohen Glockenturm und 16 Kolonnen erbaut. Nach zwei hölzernen und einer steinernen war es die vierte Kirche in der Geschichte der Siedlung. Die ersten Bauarbeiten nach dem ursprünglichen Projekt fanden schon Anfang 1830 statt. Wegen Fehlern im Projekt sah die Kirche ungewohnt und etwas unproportional aus. Aus diesem Grund wurden sowohl die Kirchenausstattung als auch das Gebäude selbst später mehrmals umgebaut und erweitert. 1860 wurde auch eine Sakristei zugefügt. Nach dem Zweiten Weltkrieg wurde die Kirche geschlossen und bis in die 1990er Jahre als Kulturhaus benutzt.
Von dem einstmals imposanten Kirchengebäude ist heute wenig geblieben. Es fehlen komplett das Innere, der Turm und das Dach. Sanierung oder Umbau für weitere Nutzung sind nicht geplant.

## Persönlichkeiten
- Augustin Baumtrog (1883–1937), Pfarrer, starb auf Solowki
- Josef Baumtrog (1873–1921), Pfarrer, im Bürgerkrieg gefallen
- Aloysius Kappes (1885–1937), Pfarrer, wegen „Propaganda oder politischer Agitation“ und „organisatorischer Tätigkeit“ (Artikel 58) von einer Sonder-Troika zum Tode verurteilt
- Alois Ocks (1871–1937), russlanddeutscher römisch-katholischer Geistlicher und Märtyrer
- Franz Schiller (1898–1955), Literaturwissenschaftler
- Anton Schneider (1798–1867), Chronist, Schriftsteller und Lehrer
- Emanuel Simon (1872–nach 1927), russlanddeutscher römisch-katholischer Geistlicher und Märtyrer
- Adolf Bersch (1915–2010), Mitglied der Initiativgruppe zur Wiederherstellung der deutschen Wolgarepublik